# Martina Caluori
Martina Caluori (* 1985) ist eine Schweizer Schriftstellerin.

## Leben
Martina Caluori studierte Publizistik und Filmwissenschaften und lebt als freie Autorin in der Schweiz. Im Jahr 2019 erschien ihr Lyrikdebüt Frag den Moment (Pro Lyrica), 2021 schrieb sie für «Öpadia – A Novella us Graubünda» (Arisverlag) Mundartlyrik und 2022 kam ihr Kurzprosadebüt Weisswein zum Frühstück (lectorbooks). Im Herbst 2023 erschien ihr Lyrikband mit Audiowerk Ich weine am liebsten in Klos (lectorbooks). Daneben publiziert sie in Magazinen und Anthologien, kuratiert Literaturveranstaltungen und ist in Kunst- sowie Kulturprojekte involviert. Im März 2024 feierte der literarisch experimentelle Film «Rest in Poetry III» Premiere. Im Jahr 2022 wurde sie für ihr aktuelles Romanprojekt mit dem literarischen Werkbeitrag der Stadt Chur ausgezeichnet. 2025 erhielt Martina Caluori beim Wettbewerb für professionelles Kulturschaffen des Kantons Graubünden den grossen Werkbeitrag.
Martina Caluori war Vorstandsmitglied der Kulturgarage Chur und war von 2019 bis 2021 Vorstandsmitglied des Textverbands Schweiz. Sie ist Mitglied des AdS (Autorinnen und Autoren der Schweiz), der GdSL (Gesellschaft für deutsche Sprache und Literatur), der Pro Lyrica und des Textverbands Schweiz.

## Werke
- Ich weine am liebsten in Klos. mit Audiowerk, lectorbooks, Zürich 2023, ISBN 978-3-906913-42-1.
- Weisswein zum Frühstück. lectorbooks, Zürich 2022, ISBN 978-3-906913-31-5.
- Öpadia – A Novella us Graubünda. (Mundartlyrik.) Arisverlag, Embrach 2021, ISBN 978-3-907238-16-5.
- Frag den Moment. Pro Lyrica, Winterthur 2019, ISBN 978-3-907551-60-8.

## Auszeichnungen
- 2022: Werkbeitrag der Stadt Chur[10]
- 2025: Grosser Werkbeitrag beim Wettbewerb professionelles Kulturschaffen des Kantons Graubünden[11]